# Nazir Mankiev
Nazir Junuzovič Mankiev (in russo Назир Юнузович Манкиев?; Surchachi, 27 gennaio 1985) è un lottatore russo nella categoria 55 kg, categoria in cui si è laureato campione olimpico ai Giochi della XXIX Olimpiade di Pechino.

## Palmarès
- Giochi olimpici

2008 - Pechino: oro nella categoria fino a 55 kg.
- Mondiali

2007 - Baku: bronzo nella categoria fino a 55 kg.
2010 - Mosca: bronzo nella categoria fino a 55 kg.
- Europei

2010 - Baku: argento nella categoria fino a 55 kg.